# 萧大挚
蕭大挚（542年—551年），字仁瑛，梁簡文帝蕭綱第十九子。

## 母
朱夫人，梁简文帝的妃嫔，梁武帝大同八年（542年），生蕭大挚。

## 生平
太清二年（548年），侯景围攻建康。太清三年（549年），京城陷落，梁武帝被困餓死，侯景立太子蕭綱为帝。蕭大挚很小，却很有胆气，说道：“大丈夫会当灭虏属。”奶媪很惊讶，忙掩住他的口说：“勿妄言，祸将及！”大挚笑对：“祸至非由此言。”大宝元年十月乙未（550年11月13日），封绥建郡王，食邑二千户。大宝二年（551年），出任宁远将军。
大宝二年八月，侯景废蕭綱为晋安王，杀害蕭大挚，时年十岁。